# Emma Pidding
Pour les articles homonymes, voir Pidding.
Emma Samantha Pidding, baronne Pidding, (née le 13 janvier 1966) est une femme politique conservatrice britannique et membre de la Chambre des Lords.

## Biographie
Pidding fait ses études à l'école secondaire Brudenell pour filles (maintenant l'école Amersham) et à l'école secondaire Dr Challoner, devenant plus tard employée de banque à Amersham, dans le Buckinghamshire.
Ancienne conseillère du district de Chiltern et présidente de la Convention nationale conservatrice, elle est créée pair à vie le 8 octobre 2015, prenant le titre de baronne Pidding, d'Amersham dans le comté de Buckinghamshire.
Pidding est nommée Commandeur de l'Ordre de l'Empire britannique (CBE) pour service politique volontaire lors des honneurs du Nouvel An 2014.